# Buschkreischeule
Die Buschkreischeule (Megascops roboratus, Synonym: Otus roboratus), auch Peru-Kreischeule oder Buscheule genannt, ist eine Art aus der Familie der Eigentlichen Eulen. Sie kommt ausschließlich in Südamerika vor.

## Erscheinungsbild
Mit einer Körpergröße von etwa 20 Zentimetern ist die Buschkreischeule innerhalb ihrer Gattung eine kleine bis mittelgroße Art. Sie kommt in einer grauen und einer rotbraunen Farbmorphe vor. Sie hat kurze Federohren. Auf der Körperoberseite weist die Buschkreischeule schwärzliche Längsstreifen sowie einige kleine Punkte auf. Der Gesichtsschleier ist graubraun mit einem schwarzbraunen Rand. Auf der Körperunterseite sind die Längsstreifen verhältnismäßig schmal. Hier weist das Gefieder auch einige unregelmäßige Querstreifen auf. Die Läufe sind bis zu den Zehen befiedert. Die Augen sind gelb. 
Verwechslungsmöglichkeiten bestehen unter anderem mit der Tumbes-Kreischeule, die aber etwas kleiner und kurzschwänziger als die Buschkreischeule ist. Die Andenkreischeule ist größer und hat eine stärker gezeichnete Körperunterseite. Die Weißkehl-Kreischeule ist gleichfalls größer, bei ihr fehlen außerdem Federohren.

## Verbreitung und Lebensraum

Verbreitungsgebiet (grün) der Buschkreischeule

DieBuschkreischeule kommt ausschließlich in einem verhältnismäßig kleinen Gebiet im Westen Südamerikas vor. Sie besiedelt das Einzugsgebiet der Flüsse Chinchipe und Marañón im Norden Perus und im Süden Ecuadors. Vermutlich handelt es sich bei dieser Eulenart um einen Standvogel. Ihr Lebensraum sind trockene Laubwälder. Ihre Höhenverbreitung reicht von 500 bis 1.200 Meter über NN.

## Lebensweise
Die Buschkreischeule ist eine nachtaktive Eulenart. Sie übertagt im dichten Blattwerk von Bäumen oder Büschen. Ihr Nahrungsspektrum umfasst vermutlich ausschließlich Insekten. Sie brütet in Baumhöhlen. Ihre Fortpflanzungsbiologie ist allerdings ansonsten weitgehend unerforscht. 